# Paramonacanthus
Paramonacanthus es un género de peces de la familia Monacanthidae en el orden de los Tetraodontiformes.

## Especies
Las especies de este género son:
- Paramonacanthus arabicus Hutchins, 1997
- Paramonacanthus choirocephalus (Bleeker, 1852)
- Paramonacanthus cryptodon (Bleeker, 1855)
- Paramonacanthus curtorhynchos (Bleeker, 1855)
- Paramonacanthus filicauda (Günther, 1880)
- Paramonacanthus frenatus (Peters, 1855)
- Paramonacanthus japonicus (Tilesius, 1809)
- Paramonacanthus lowei Hutchins, 1997
- Paramonacanthus matsuurai Hutchins, 1997
- Paramonacanthus nematophorus (Günther, 1870)
- Paramonacanthus nipponensis (Kamohara, 1939)
- Paramonacanthus oblongus (Temminck & Schlegel, 1850)
- Paramonacanthus otisensis Whitley, 1931
- Paramonacanthus pusillus (Rüppell, 1829)
- Paramonacanthus sulcatus (Hollard, 1854)
- Paramonacanthus tricuspis (Hollard, 1854)